# كريستين سثرلاند
كريستين سثرلاند (بالإنجليزية: Kristine Sutherland)‏ (ولدت في 17 أبريل عام 1955) هي ممثلة أمريكية اشتهرت بدور البطولة في فيلم بافي سامرز حيث قامت بدور الأم جويس سامرز على المسلسل التلفزيوني بافي قاتلة مصاصي الدماء حيث ظهرت في كل مواسم المسلسل، ولعبت دور ماي طومسون في فيلم (Honey, I Shrunk the Kids 1989)

## نشأتها
ولدت كريستين في بويسي أيداهو، وغيرت اسمها لأن في كثيرمن الاحيان كان يتوهم مع اسمها واسم ممثلة أخرى تحمل اسم متشابه. كان الاسم الأخير «سثرلاند» بعد قطتها، التي سمّتها «دونالد» على اسم الممثل دونالد ساذرلاند، الذي كان له دور في بافي قاتلة مصاصي الدماء، أول محاولة للمخرج جوس ويدن لجلب الجمهور. ولا علاقة لها بدونالد ساذرلاند، أو أبنائه كيفر وروسيف وأنجوس، أو حتى حفيدته سارة ساذرلاند.
التحقت بمدرسة ثانوية في ليكسينغتون بولاية كنتاكي، حيث شاركت في برنامج تاتس كريك للدراما. بعد اكمالها لمرحلة الثانوية، التحقت بجامعة كنتاكي.

## الحياة الشخصية
سثرلاند متزوجة من الممثل جون بانكو، ولديها ابنة واحدة.

## وصلات خارجية
- كريستين سثرلاند على موقع IMDb (الإنجليزية)
- كريستين سثرلاند على موقع ألو سيني (الفرنسية)
- كريستين سثرلاند على موقع أول موفي (الإنجليزية)
- كريستين سثرلاند على موقع قاعدة بيانات الأفلام السويدية (السويدية)
- كريستين سثرلاند على موقع قاعدة بيانات الفيلم (الإنجليزية)
- كريستين سثرلاند على موقع كينوبويسك (الروسية)